# Bitwa nad Beaver Dam Creek
Bitwa nad Beaver Dam Creek, znana również jako bitwa pod Mechanicsville lub bitwa pod Ellerson's Mill – bitwa stoczona 26 czerwca 1862 roku pomiędzy oddziałami Unii i Skonfederowanych Stanów Ameryki. Bitwa uważana jest za jedną z bitew siedmiodniowych, które miały miejsce w trakcie kampanii półwyspowej, podczas wojny secesyjnej. Bitwa zakończyła się taktycznym zwycięstwem Unii.